# 暗帶金翅雀鯛
暗帶金翅雀鯛（學名：Chrysiptera caeruleolineata），又稱暗帶刻齒雀鯛，是輻鰭魚綱鱸形目雀鯛科金翅雀鯛屬的其中一種，分布於印度西太平洋區，包括新幾內亞、珊瑚海、所羅門群島、斐濟、薩摩亞群島、關島和琉球群島等海域，深度20至65公尺，本魚體呈橢圓形而側扁，本魚體色為鮮黃色，從吻部經頭部(包含眼睛)至背鰭硬棘基部，有一條鑲黑邊的亮藍色帶，背鰭硬棘14枚、背鰭軟條11-13枚、臀鰭硬棘2枚、臀鰭軟條13-14枚，體長可達6公分，棲息在陡峭礁坡的碎石區，以橈腳類為食，繁殖期成對出現，雄魚會守護魚卵至孵化，生活習性不明。